# تومی هلدینگ
تومی هلدینگ (انگلیسی: Tumi Holding) شرکت کالای لوکس آمریکایی است، که در سال ۱۹۷۵ تأسیس شد.